# Falska miljonären

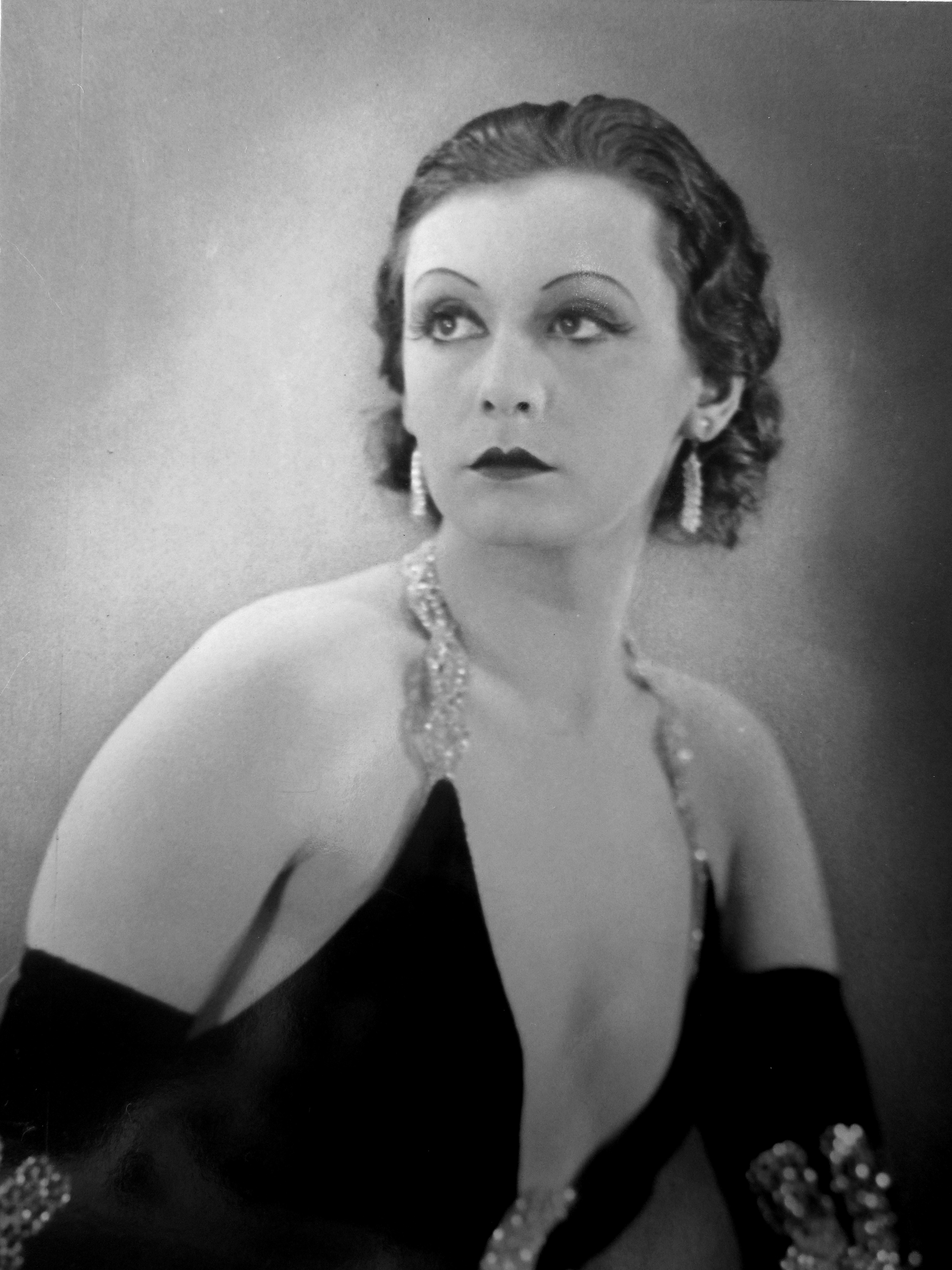
Zarah Leander i filmen Falska miljonären. Foto: Louis Huch.

Falska miljonären är en svensk-fransk komedifilm från 1931 i regi av Paul Merzbach. I huvudrollerna ses Fridolf Rhudin och Zarah Leander.

## Handling
Den svenskamerikanske miljonären Fridolf F Johnson är ombord på Amerikabåten, på väg mot Göteborg. Ute till havs anländer en journalist med flygplan för att intervjua Johnson, vilket han avböjer. Miljonären byter identitet med sin sekreterare, vilket leder till oanade förvecklingar.

## Om filmen
Filmen premiärvisades den 26 oktober 1931 och har visats vid ett flertal tillfällen på SVT. Som förlaga har man Maurice Castellains berättelse Le jeux de l'humour et du hasard som skrevs 1931. Samtidigt med den svenska versionen av filmen spelades det in en fransk version med franska skådespelare i de ledande rollerna, se Falska miljonären. 

## Rollista i urval
- Fridolf Rhudin – Fridolf F. Johnson, sekreterare
- Zarah Leander – Marguerite Lebon, äventyrerska
- Ingert Bjuggren – baronessan Brita Gyllenblad
- Håkan Westergren – Fridolf J. Johnson, miljonär
- Erik "Bullen" Berglund – poliskommissarie Wiman
- Annalisa Ericson – Anna-Lisa Blomkvist, tjänsteflicka hos Gyllenblads
- Weyler Hildebrand – bov
- Olav Riégo – bov
- Sture Lagerwall – journalist på båten
- Knut Lambert – baron Gyllenblad, Britas far
- Emma Meissner – baronessan Gyllenblad, Britas mor
- Gösta Lycke – hovmästare på hotellet
- Ludde Juberg – barberare
- Sigge Fürst – poliskonstapel som griper Fridolf II
- Tor Borong – poliskonstapel som griper Fridolf I
- Yngwe Nyquist – poliskonstapel som griper Fridolf I

## Musik i filmen
- Blicken är kvinnans invit (Ögon som ljuga och le), kompositör Henry Verdun, text S.S. Wilson, sång Zarah Leander
- Ich küsse Ihre Hand, Madame (Jag kysser Eder hand, Madame), kompositör Ralph Erwin, tysk text Fritz Rotter, svensk text 1928 Gösta Stevens, svensk text 1948 Ninita, sång Fridolf Rhudin
- Älvsborgsvisan (Ny Elfsborgsvisa/Den blomsterprydda gondolen gled), kompositör August Wilhelm Thorsson, sång Fridolf Rhudin
- Still ruht der See (Lugn hvilar sjön ), kompositör och text Heinrich Pfeil, instrumental.
- Finns det nå'n som heter Greta?, kompositör Otto Herrman, text Svante Lundh, instrumental.
- Il barbiere di Siviglia. Uvertyr (Barberaren i Sevilla. Uvertyr), kompositör Gioacchino Rossini, instrumental.
- Burlesque, kompositör Hans May, instrumental.
- Desto vackrare blir jag, kompositör Jules Sylvain, text Karl Gerhard, instrumental.
- De' sörjer Jonsson för, kompositör Helan, text Fritz Gustaf, instrumental.
- Sluta när det smakar som bäst, kompositör John Kåhrman, text Ragnar Widestedt, instrumental.
- Le tango de Paris, kompositör Henry Verdun, instrumental.
- Ein Sommernachtstraum. Hochzeitmarsch (En midsommarnattsdröm. Bröllopsmarsch), kompositör Felix Mendelssohn-Bartholdy, instrumental.

## DVD
Filmen gavs ut på DVD 2017.